# Caudillismo
Il caudillismo (in spagnolo caudillismo; in portoghese caudilhismo) fu un fenomeno politico diffusosi nell'America Latina del XIX secolo in seguito alle guerre d'indipendenza. I conflitti avevano provocato un vuoto di potere e una debolezza istituzionale di cui approfittarono i caudilli, capi militari dai modi personalistici e autoritari che si diedero alla politica dopo aver preso il potere con la forza.

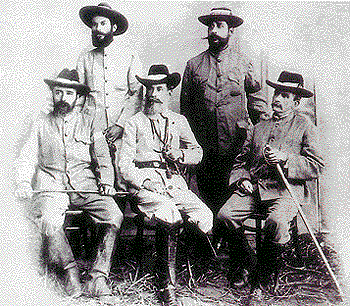
Caudilli durante la Rivoluzione venezuelana

Il potere dei caudilli si fondava sull'appoggio di importanti settori popolari, che poi si ritorceva contro di loro quando le aspettative riposte nella loro autorità restavano frustrate, e il popolo sceglieva allora un altro caudillo in grado di convincerlo della propria capacità di far progredire il Paese o la provincia.
Il caudillismo emerse in America Latina nel corso di lunghi periodi della storia repubblicana del continente; in certi casi sfociò in aspre dittature, repressione del dissenso e stagnazione politico-economica, mentre altre volte generò embrioni di democrazia e federalismo nelle repubbliche sudamericane, come anche progetti di sviluppo autonomo alternativi alle tendenze politiche neocolonialiste. In tutto il Sudamerica gli scontri tra caudilli furono frequenti e spesso portarono alle guerre civili.
Il termine caudillo ha assunto in seguito un senso traslato per indicare un leader populista dal potere forte che esercita un controllo significativo sulle istituzioni statali. Fidel Castro, Hugo Chávez, Nicolás Maduro e Daniel Ortega sono stati imputati da alcuni di caudillismo per la loro leadership personalistica, la loro concentrazione di potere e loro lunga influenza sulle istituzioni e sulla politica dei rispettivi Paesi.